# José Luiz Cunha
José Luiz Cunha (Major Gercino, 2 de julho de 1950) é um empresário e político brasileiro.
Filho de Setembrino Antero Cunha e de Dalir Kammers Cunha. Casou com Jane Maurici Cunha.
Nas eleições de 1986 foi candidato a deputado estadual para a Assembleia Legislativa de Santa Catarina pelo PMDB, sendo eleito com 15.409 votos, integrando a 11ª Legislatura (1987-1991). Em 1990 buscou a reeleição de deputado estadual, obtendo 9.143 votos, ficando na posição de quarto suplente, sendo convocado e tomando posse na 12ª Legislatura (1991-1995).
Foi prefeito de Brusque, de 5 de junho a 31 de dezembro de 2016.